# TAAR8
TAAR8 (англ. Trace amine associated receptor 8) – білок, який кодується однойменним геном, розташованим у людей на короткому плечі 6-ї хромосоми. Довжина поліпептидного ланцюга білка становить 342 амінокислот, а молекулярна маса — 38 029.
| 10         |  | 20         |  | 30         |  | 40         |  | 50         |
| ---------- |  | ---------- |  | ---------- |  | ---------- |  | ---------- |
| MTSNFSQPVV |  | QLCYEDVNGS |  | CIETPYSPGS |  | RVILYTAFSF |  | GSLLAVFGNL |
| LVMTSVLHFK |  | QLHSPTNFLI |  | ASLACADFLV |  | GVTVMLFSMV |  | RTVESCWYFG |
| AKFCTLHSCC |  | DVAFCYSSVL |  | HLCFICIDRY |  | IVVTDPLVYA |  | TKFTVSVSGI |
| CISVSWILPL |  | TYSGAVFYTG |  | VNDDGLEELV |  | SALNCVGGCQ |  | IIVSQGWVLI |
| DFLLFFIPTL |  | VMIILYSKIF |  | LIAKQQAIKI |  | ETTSSKVESS |  | SESYKIRVAK |
| RERKAAKTLG |  | VTVLAFVISW |  | LPYTVDILID |  | AFMGFLTPAY |  | IYEICCWSAY |
| YNSAMNPLIY |  | ALFYPWFRKA |  | IKLILSGDVL |  | KASSSTISLF |  | LE         |

A: Аланін

C: Цистеїн

D: Аспарагінова кислота

E: Глутамінова кислота

F: Фенілаланін

G: Гліцин

H: Гістидин

I: Ізолейцин

K: Лізин

L: Лейцин

M: Метіонін

N: Аспарагін

P: Пролін

Q: Глутамін

R: Аргінін

S: Серин

T: Треонін

V: Валін

W: Триптофан

Кодований геном білок за функціями належить до рецепторів, g-білокспряжених рецепторів, білків внутрішньоклітинного сигналінгу. 
Локалізований у клітинній мембрані, мембрані.